# Jurang (Temanggung)
Jurang is een bestuurslaag in het regentschap Temanggung van de provincie Midden-Java, Indonesië. Jurang telt 2996 inwoners (volkstelling 2010).